# Ліви
Лі́ви (лів. līvlizt, д.-рус. либь; нім. Liven), або ліво́нці (англ. Livonians; нім. Livonen, Livonier) — балтійський угро-фінський народ. Корінне населення історичної Лівонії (сучасна Латвія); заселяв її територію до появи там балтів (латгалів, земгалів, жмуді), слов'ян (русинів, поляків, росіян) і германців (німців, данців, шведів). Були носіями власної лівської (лівонської) мови, спорідненої з естонською та фінською мовами (останній носій лівської, для якого вона була рідною, помер 2013 року). Внаслідок онімечення, русифікації і балтизації практично асимілювалися з місцевим населенням — латишами, естонцями, німцями, росіянами. На початок ХХІ століття становлять національну меншину на власній історичній батьківщині.

## Етнографія
Традиційним заняттям лівів, на відміну від балто-слов'янських племен, були риболовля і полювання. Існує інформація, що прибережні ліви займалися також і своєрідною формою піратства.
У районі Домеснеса ліви розводили багаття, привертаючи увагу торгових німецьких і шведських суден, а потім грабували допитливих купців і моряків, які висадилися на лівський берег або ж застрягли на своїх судах на піщаних мілинах біля Домеснеса.
Невипадково, маяк, встановлений російською владою в 1875 р. у Домеснеса отримав назву Колка (в перекладі з лівської — «швидка смерть»). Невід'ємною частиною лівської культури є лівські пісні, традиційно виконувані біля берега моря рідною мовою. Лівська культура мала значний вплив на латиську, зокрема на латиські пісні  — дайни.

## Історія

### Середньовіччя

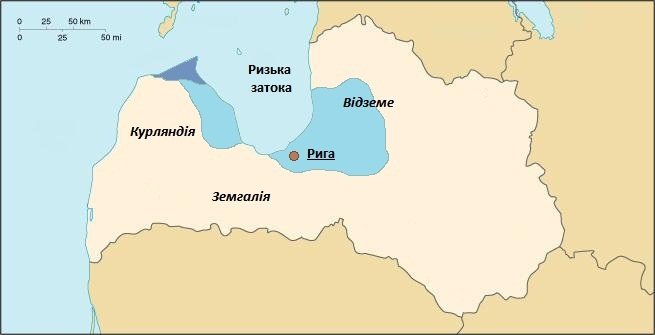
Розселення лівів у XII столітті (блакитний колір) і нині (синій колір)

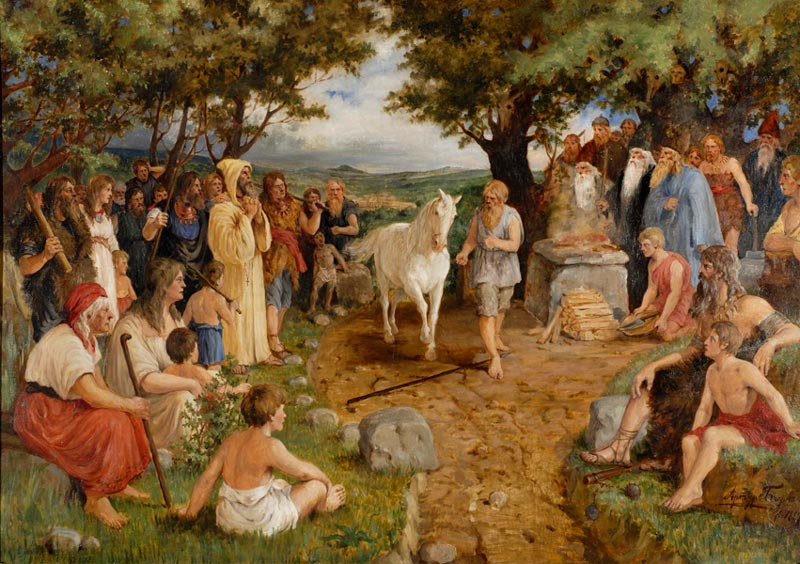
Ліви випробовують Теодоріха Трейденського.

Поява угро-фінських народів у Балтійському регіоні, зокрема в районі Ризької затоки, залишається предметом наукових дискусій. Мовознавці вважають, що пращури лівів дійшли до Східної Балтики близько 1800 р. до н. е. Генетики, на підставі досліджень галогруп Y-хромосом, припускають більш ранню появу протолівів у регіоні — близько 3 тис. років до н. е.
На латвійських землях ліви утворили два анклави — один в Лівонії, інший — на півночі Курляндії. Вони називали себе «узбережниками» (лів. rāndalist) й жили переважно з рибальства. Ліви також займалися полюванням, збиральництвом і землеробством. У середньовіччі вони контролювали важливий торговельний шлях по Західній Двіні (лів. Väina), торгували з готландцями, русинами, фінами, німцями, шведами і данцями.
У другій половині ХІІ ст. до земель лівів прибули християнські місіонери з Данії та Німеччини. Німці заснували в Лівонії Ікскюлльське єпископство (згодом — Ризьке єпископство), що проводило християнізацію місцевих жителів. Спочатку ліви вороже ставилися до християн і навіть вбили другого ікскюльського єписпока Бертольда. Проте, завдяки зусиллям німецького монаха-цистеріанця Теодоріха Трейденського, до католицтва навернулися лівські князі Анно й Каупо (останній відвідав Рим у 1203 році, де зустрівся з папою Інокентієм ІІІ й започаткував рід Лівен, що увійшов до складу німецько-балтійської та шведської шляхти). 1201 року на землі, викупленій у лівів, ризький єпископ Альберт фон Буксгевден заснував місто Ригу. 1206 року лівонські ліви остаточно прийняли християнство й виступали союзниками німців (Ризького єпископства і Ордену мечоносців) в хрестових походах проти сусідніх язичників.

### XIX―XXI
У 1852 році нараховувалося лише 2324 лива. За переписом 1935 року в Латвії проживало 944 лива. У 1959 році — 166 осіб, у 1970 — 70 осіб (за даними переписів). Станом на 2016 рік у 168 мешканців Латвії національність «лив» була вказана у даних Реєстру мешканців.
За даними Департаменту громадянства та імміграції Латвії, у 1995 році ливів було 204. За даними 1997 року — 151, а у 2001 — 179. Певне зростання чисельності в останні роки можна пояснити ентузіазмом молодого покоління ливів, перша мова яких — латиська, але які тією чи іншою мірою охоплені ідеєю національного відродження.
Дані щодо реальної кількості осіб, що нині говорять ливською мовою, досить суперечливі, проте, зводячи дані з різних джерел, можна стверджувати, що лише 35–40 осіб зі загального числа ливів можуть із труднощами висловлюватися ливською. Кількість же тих, для кого вона є рідною, наблизилася до критичної межі: 15 осіб у 1990 та 1995 роках, 11 — у 1996, і 8 — у 1999 році (з них наймолодший народився у 1926 році, а середній вік носіїв — близько 50 років). За останніми даними, у Латвії станом на 2009 рік не залишилося жодного носія ливської мови як рідної.
Станом на 2012 рік залишалась лише одна жінка в Канаді, Грізельда Крістіня, для якої ливська мова була родинною, однак 2 червня 2013 року вона померла у віці 103 років.

## Чисельність
- Латвія: 250 осіб (2011)[1]
- Україна: 235 осіб (2002)[2]
- Росія: 64 особи (2002)[3]
- Естонія: 23 особи (2011)[4]

| 1100   | 1300   | 1600   | 1835 | 1852 | 1897 | 1920 | 1925 | 1930 | 1935 | 1959 | 1970 | 1994 | 1997 | 2000 | 2009 | 2010 | 2011 |
| ------ | ------ | ------ | ---- | ---- | ---- | ---- | ---- | ---- | ---- | ---- | ---- | ---- | ---- | ---- | ---- | ---- | ---- |
| 20 000 | 15 000 | 15 000 | 2074 | 2400 | 1312 | 831  | 1238 | 962  | 944  | 185  | 48   | 204  | 187  | 177  | 178  | 180  | 250  |

| 1100          | 1500   | 1600   | 1846 | 1852 | 1858 |
| ------------- | ------ | ------ | ---- | ---- | ---- |
| 30 000–50 000 | 13 000 | 13 000 | 22   | 22   | 8    |

## Видатні ліви

Прапор лівів

- Каупо
- Альфонс Бертольдс
- Улдрікіс Капберґс
- Поулінь Клявінь
- Улдіс Крастс
- Петир Прінц
- Авґуст Скадіньш
- Яніс Принцис Старший